# 岡晴夫のマドロスの唄
『岡晴夫のマドロスの唄』（おかはるおのマドロスのうた）は、1950年（昭和25年）、野口博志が監督し、日本映画科学研究所が製作、東京映画配給が配給して公開した日本の長篇劇映画である。同時上映はシネアートアソシエートオブトーキョー製作、松石道平監督の『ヒットパレード』。

## 略歴・概要
第二次世界大戦後の1949年（昭和24年）10月1日に設立された新興の映画配給会社である東京映画配給（現在の東映）は、おもに京都・太秦の東横映画、東京・東大泉の太泉スタヂオの製作物を劇場に配給するために設立されたが、本作のような独立系の製作会社の作品も多く配給した。本作は『ヒットパレード』と二本立で「歌謡映画祭」と銘打って、公開された。監督の野口博志は、トーキー現代劇の製作のために建設された日活多摩川撮影所で監督としてデビューしているが、同撮影所は1942年（昭和17年）の戦時統合以来、大映東京撮影所（現在の角川大映撮影所）となり、以降、同撮影所での監督作品は記録にない。1954年（昭和29年）、新たな日活撮影所開所にあたっては、日活に復帰している。撮影の広川朝次郎は、戦前の大都映画でのサイレント映画での現代劇から撮影技師として活動しており、同社も戦時統合で大映になってしまい、広川の大映作品も見当たらない。広川の次作は、本作の同時上映作品『ヒットパレード』を製作した、シネアートアソシエートオブトーキョー（シネアートはハワイの映画会社）の『裸の天使』である。
キネマ旬報映画データベースおよび文化庁「日本映画情報システム」には、本作と同日公開、上映時間71分、東横映画製作、「東映」（1951年設立）配給、久我美子および龍崎一郎主演による小田基義監督の『マドロスの唄』なる作品の情報が掲載されているが、同作の現存は確認されておらず、東京映画配給の後身である東映が提供する情報が反映されている日本映画製作者連盟のリストにも存在しない 。
東京国立近代美術館フィルムセンターは、本作の上映用プリント等を所蔵していないが、福岡市総合図書館が、本作の上映用プリント等を所蔵している。

## 作品データ
- 製作 : 日本映画科学研究所
- 上映時間 （巻数 / メートル） : 72分 （8巻 / 1,961メートル）
- フォーマット : 白黒映画 - スタンダード・サイズ（1.37:1） - 24fps - モノラル録音
- 映倫番号 : 20[1] （旧映倫）
- 公開日 :  日本 1950年2月14日
- 配給 :  東京映画配給

## スタッフ
- 監督 : 野口博志
- 脚本 : 小森静男
- 撮影 : 広川朝次郎

## キャスト
- 岡晴夫
- 逢初夢子
- 鈴木美智子
- 佐伯秀男